# Dodecadodecaedro romo
En geometría, el dodecadodecaedro romo es un poliedro uniforme estrellado, indexado como U40. Posee 84 caras (60 triángulos, 12 pentágonos y 12 pentagramas), 150 aristas y 60 vértices. Su símbolo de Schläfli es sr{5⁄2,5}, como achatado del gran dodecaedro.

## Coordenadas cartesianas
Las coordenadas cartesianas para los vértices de un dodecadodecaedro romo son todas las permutaciones pares de
(±2a, ±2, ±2b),
(±(a+b/t+t), ±(-en+b+1/t), ±(a/t+bt-1)),
(±(-a/t+bt+1), ±(-a+b/t-t), ±(at+b-1/t)),
(±(-α/τ+βτ-1), ±(α-β/τ-τ), ±(α+β+1/τ)) y
(±(a+b/t-t), ±(at-b+1/t), ±(a/t+bt+1)),
con un número par de signos más, donde
β = (α2/τ+τ)/(ατ−1/τ),
donde τ = (1+5)/2 es el número áureo y α es la raíz real positiva de τA4−α3+2α2−α−1/τ, o aproximadamente 0,7964421.
Tomando las permutaciones impares de las coordenadas anteriores (con un número impar de signos más) se obtiene otra forma, enantiomorfa de la otra.

## Poliedros relacionados

### Mediano hexecontaedro pentagonal
El mediano hexecontaedro pentagonal es un poliedro no convexo isoedral. Es el dual del dodecadodecaedro romo. Tiene 60 caras pentagonales irregulares que se cruzan entre sí.